# Grb Novog Zelanda
Grb Novog Zelanda u sadašnjem obliku u upotrebi je od 1956. godine.
Sastoji se od štita na kojem se nalaze četiri zvijezde koje simboliziraju zvježđe Južnog križa, zlatno runo, snop pšenice i dva čekića. U sredini štita se nalaze tri broda koji simbolizuju važnost trgovine morem i imigrantsko porijeklo Novozelanđana. Pored štita se nalazi žena, bjelkinja, koja drži zastavu Novog Zelanda, a s druge strane maorski ratnik. Iznad štita je kruna sv. Eduarda, a ispod traka s natpisom "New Zealand" (Novi Zeland).